# Lewistown (Misuri)
Lewistown es un pueblo ubicado en el condado de Lewis en el estado estadounidense de Misuri. En el Censo de 2010 tenía una población de 534 habitantes y una densidad poblacional de 429,54 personas por km².

## Geografía
Lewistown se encuentra ubicado en las coordenadas 40°5′5″N 91°48′50″O / 40.08472, -91.81389. Según la Oficina del Censo de los Estados Unidos, Lewistown tiene una superficie total de 1.24 km², de la cual 1.24 km² corresponden a tierra firme y (0%) 0 km² es agua.

## Demografía
Según el censo de 2010, había 534 personas residiendo en Lewistown. La densidad de población era de 429,54 hab./km². De los 534 habitantes, Lewistown estaba compuesto por el 98.5% blancos, el 1.12% eran afroamericanos, el 0% eran amerindios, el 0% eran asiáticos, el 0% eran isleños del Pacífico, el 0% eran de otras razas y el 0.37% pertenecían a dos o más razas. Del total de la población el 0% eran hispanos o latinos de cualquier raza.